# Ziegenfleisch

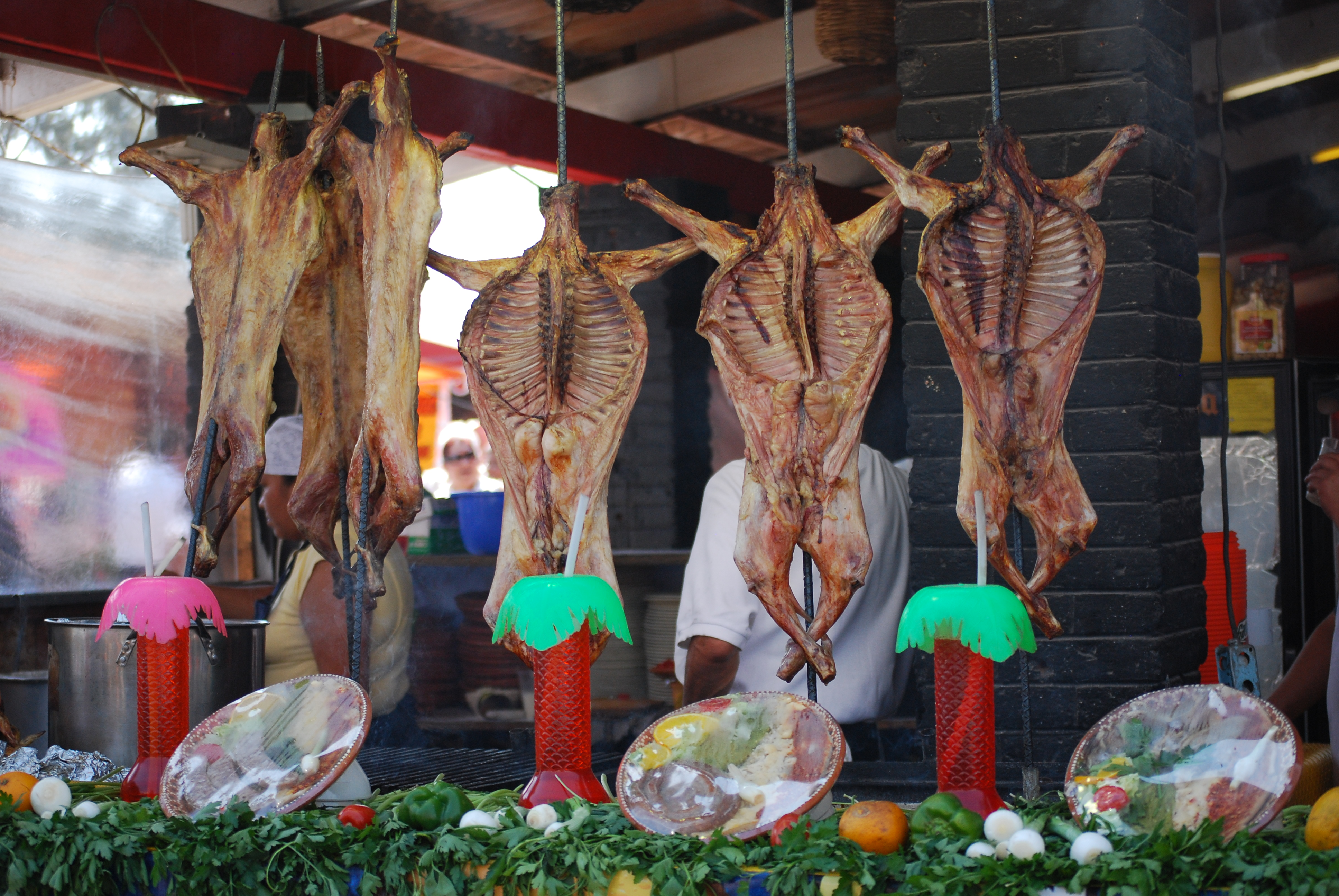
Mexikanische Cabritos, gegrillte Zicklein

Ziegenfleisch ist das Fleisch der Hausziege. Das der Jungtiere heißt Kitzfleisch. Es ist ein fester Bestandteil der indischen und südeuropäischen Küche sowie der Küchen im Nahen Osten, in Europa Spezialität.
Ziegenfleisch war historisch bei armen Bevölkerungsschichten und in Gebieten mit geringer Bodenfruchtbarkeit, wie beispielsweise Gebirgen, eine willkommene Alternative zu Rind- oder Schweinefleisch. Nicht nur der Milch wegen galt die genügsame Hausziege mit ihrem Fleisch als „Kuh des kleinen Mannes“. Ziegenfleisch enthält wenig Fett.
Je nach Alter der Ziege unterscheidet man Milchzicklein (bis 6 Monate) oder Jungziegen (bis 12 Monate). An der Färbung des Fleisches kann man das Alter des Schlachttieres erkennen. Es ist bei jungen Tieren hellrosa und bei älteren dunkelrot.
In Deutschland, Österreich und der Schweiz galt das Fleisch von Ziegenkitzen traditionell als Osterspeise, in der Schweiz Gitzi genannt. Die Variationen der Zubereitung sind sehr vielfältig. In vielen Gegenden Frankens ist das Ziegenfleisch ein Festtagsbraten an Kirchweih (Bocksbraten). In der portugiesischen Küche ist cabrito asado (gebratenes Zicklein) ein sehr beliebtes Gericht, wobei das verwendete Tier etwa einen Monat alt ist. In Asien sind vor allem die Philippinen für Gerichte mit Ziegenfleisch bekannt. In Manila gibt es sogar spezielle Restaurants für Ziegengerichte. Eines der bekanntesten Gerichte ist Calderata, eine Suppe.
Das Fleisch ausgewachsener Ziegen gilt als zäh und spielt in der europäischen Küche kaum eine Rolle. Das des Ziegenbocks hat einen unangenehmen Geschmack und ist keinerlei Speise. Auch das Kastrieren der Tiere, die bei anderen Tierarten wie z. B. Schafen üblich ist, war bei Ziegen weniger üblich. In der auf der Humoralpathologie beruhenden Diätetik des Mittelalters und der frühen Neuzeit galt Ziegenfleisch als hilfreiche Kost bei Unfruchtbarkeit.
Bereits im 18. Jahrhundert wurde fast ausschließlich das Fleisch von Jungtieren verwendet. So heißt es bei Johann Georg Krünitz:

„Das Fleisch von jungen Ziegen ist eine sehr geschätzte Speise […] ja man gibt nicht selten Lammfleisch für das von jungen Ziegen aus. Die weiblichen Ziegen werden, wenn sie gemästet sind, auch geschlachtet, doch wird ihr Fleisch weit weniger geschätzt, als das von Schafen […]; das Fleisch von alten, nicht entmannten, Böcken wird aber in vielen Gegenden so wenig geachtet, daß es selbst die ärmste Volksklasse verschmäht, indem es ebenso eigenthümlich schmeckt, als ein alter Ziegenbock riecht.“

Da der Absatz von Ziegenmilch in Bayern und der Schweiz in den letzten Jahren stark zugenommen hat, gibt es dort einen Überschuss an Ziegenfleisch.